# Річище

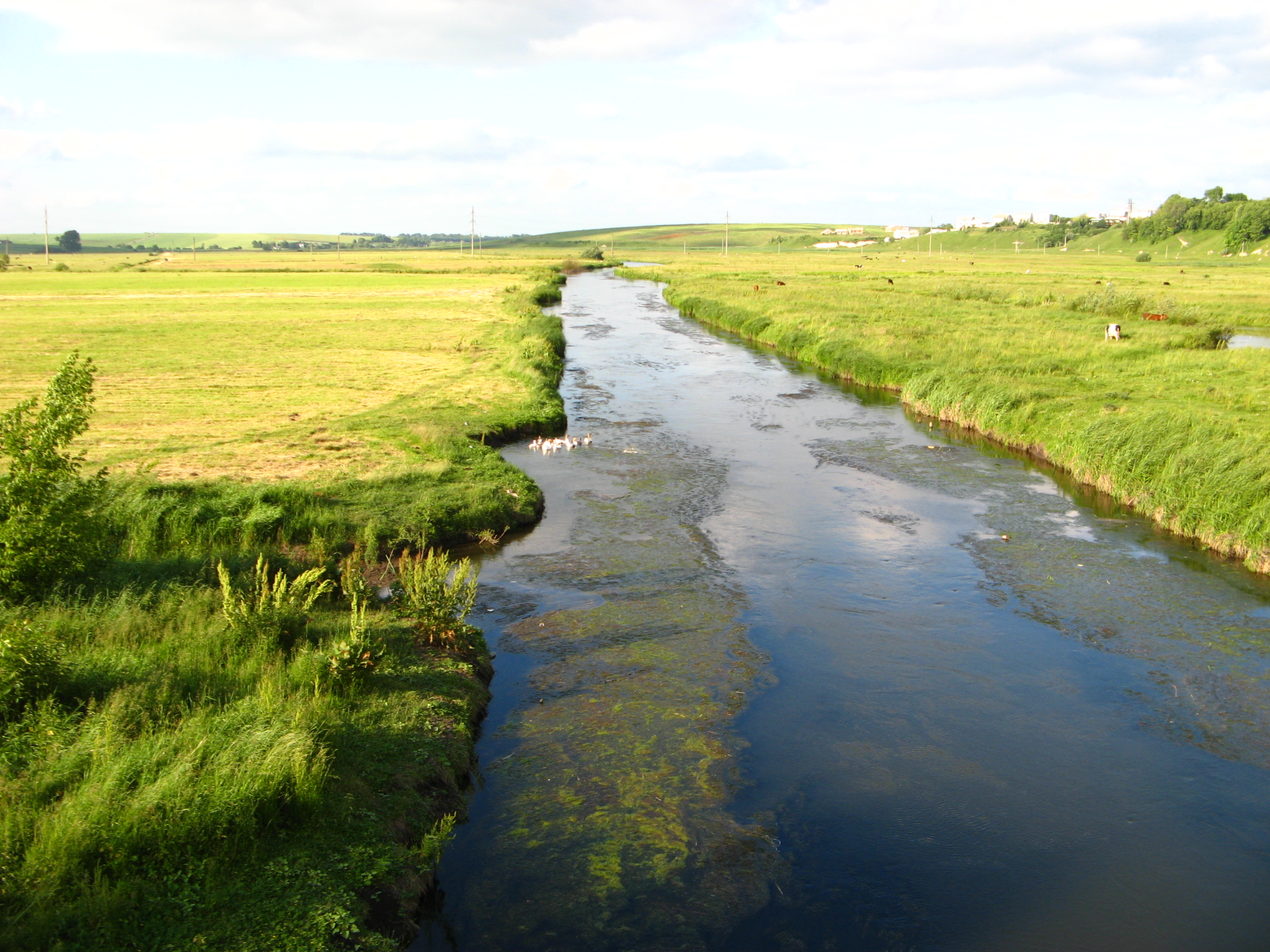
Річище Збруча (притока Дністра)

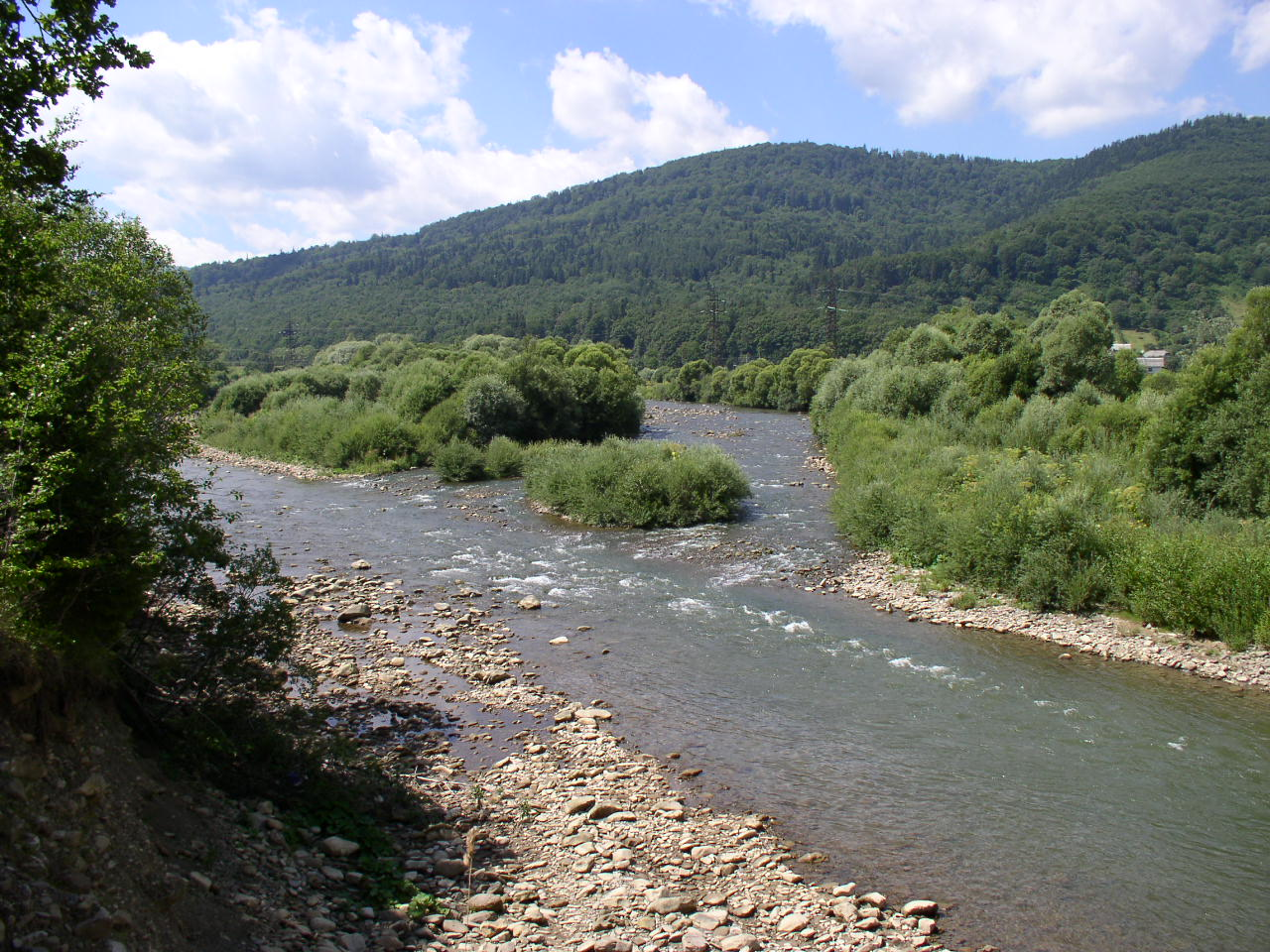
Річище Опору (притока Стрию) з острівцями

Рі́чище (русло́) — найбільш знижена частина річкової долини, якою відбувається стік води впродовж усього року.
Утворюється внаслідок розмивної дії текучої води на підстильні породи. На формування річищ впливають кліматичні умови, геологічна будова та рельєф поверхні. Розміри та форма річища змінюється по довжині річки залежно від її водності, будови річкової долини.
Річища великих річок мають ширину від кількох метрів до десятків кілометрів (наприклад, у пониззі Дніпра, Амазонки), при цьому глибина річища росте повільніше від його ширини. Уздовж річища глибокі місця (плеса) чергуються з мілкими (перекатами). Річища рівнинних річок здебільшого звивисті, розділені на рукави. Відклади глинисті, піщані, гравелисті. Річища гірських річок часто прямі, повторюють форму ущелин, мають багато порогів, інколи — водоспадів.

## Ерозійні процеси
Річкова ерозія річкового ложа здійснюється головно трьома фізичними процесами:
- Абразія. Механічне руйнування за рахунок ударів та тертя осадових часток (переважно піску та гравію), що перебувають у потоці води. Абразія кристально чистої води дуже несуттєва. Тверді осади як ерозійний інструмент вистругують, довбуть та шліфують річкове ложе. Абразійна потужність водного потоку пропорційна квадрату швидкості течії, тобто збільшення останньої вдвічі збільшує абразійну здатність потоку вчетверо.
- Гідравлічне виорювання. Зточування поверхні, вклинювання в тріщини корінних порід та їх розширення водним потоком, відрив і перекатування часток ґрунту (від мулу до великих валунів) за рахунок підйомної сили потоку. Підмивання і руйнування берегів.
- Розчинення. Будь-які природні води є розчином тієї чи іншої концентрації. Сильною ерозійною силою слугують річкові води, що течуть з боліт через вапнякові породи. Вони насичені гуміновими й карбоновими кислотами, що легко розчиняють карбонатні породи. Більшу частину щорічного твердого стоку з континентів (5 млрд тонн) дають саме розчини ґрунтових вод.